# Перемога (Глуховский район)
Перемо́га (укр. Перемога) — село Переможского сельского совета в Глуховском районе Сумской области Украины.
Является административным центром Переможского сельского совета, в который не входят другие населённые пункты.

## Географическое положение
Село Перемога находится на левом берегу реки Эсмань,
выше по течению на расстоянии в 3,5 км расположено село Калюжное,
ниже по течению на расстоянии в 1 км расположено село Баничи,
на противоположном берегу находятся большие озёра-запруды.

## Происхождение названия
В переводе с украинского языка Перемога — Победа.

## История
Являлось центром Холопковской волости Глуховского уезда Черниговской губернии Российской империи.
В ходе Великой Отечественной войны в 1941—1943 гг. селение было оккупировано немецкими войсками.
В 1945 г. Указом Президиума ВС УССР село Холопково переименовано в Перемога.
Население по переписи 2001 года составляло 1128 человек.

## Транспорт
Рядом проходят автомобильная дорога Т-1908 и железная дорога, станция Баничи в 1,5 км.

## Достопримечательности
- Монумент в честь погибших односельчан в Великой Отечественной войне.

## Известные уроженцы
- Гавриленко, Григорий Иванович (1927—1984) украинский художник, график, мастер книжной иллюстрации.